# Томащук Володимир Іванович
Володи́мир Іва́нович Томащу́к (нар. 1 квітня 1944, Бар, Вінницька область, Українська РСР, СРСР — пом. 23 лютого 2009, Одеса, Україна) — український кларнетист та педагог, заслужений артист України.

## З життєпису
В 1960—1964 роках навчався у Вінницькому музичному училищі, по класу кларнета — у професора В. П. Повзуна.
1969 року займає друге місце на республіканському конкурсі вихованців на духових інструментах в Києві.
Працював солістом Одеського Національного філармонічного оркестру та ведучим концертмейстером групи кларнетів під керівництвом Хобарта Ерла, по тому — соліст Одеського Національного театру опери та балету.
Викладав в Одеській музичній академії ім. А. В. Нежданової з 1997 по 2009 рік, доцент.
Концертував та виступав на фестивалях в Австралії, Австрії, Англії, Німеччини, США, багатьох інших країнах Європи та світу.
В його творчому спадку залишилася велика кількість записів творів для кларнета К. Вебера, А. Копланда, В. Моцарта, Ф. Пуленка, П. Хіндеміта.